# São Miguel (île)
Pour les articles homonymes, voir São Miguel.
São Miguel (prononcé en portugais : [ˈsɐ̃w̃ miˈɡɛɫ]) est la plus grande île de l'archipel portugais des Açores (746,8 km2, 65 kilomètres de longueur sur 8 à 15 kilomètres de largeur) et la plus peuplée (137 699 habitants recensés en 2011, en augmentation de 4,6 % par rapport à 2001).

## Géographie

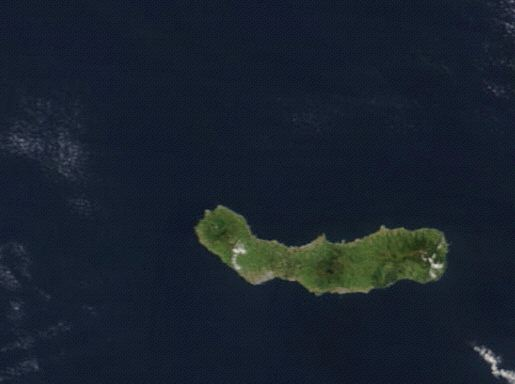
Vue satellitaire de l'île (NASA)

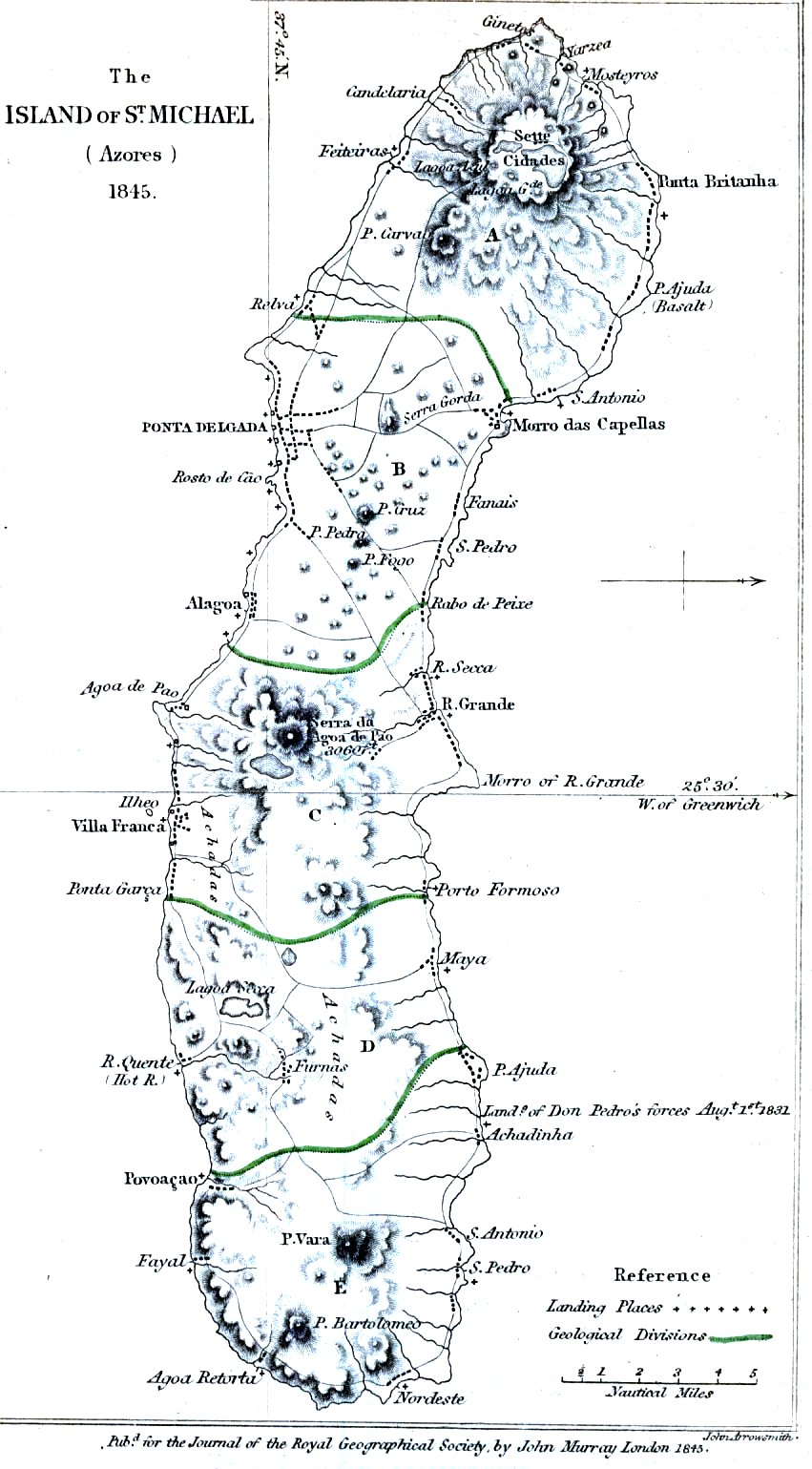
Carte de Sao Miguel des Açores (1845)

Baignant dans l'océan Atlantique nord, Saõ Miguel se situe à 1 370 kilomètres à l'ouest du cabo da Roca, un cap de la côte continentale du Portugal. L'île fait partie, avec Santa Maria, du groupe oriental de l'archipel des  Açores.
Géographiquement, l'île est composée d'un massif ancien à l'extrême est (le Complexe de Povoação - Nordeste, culminant à 1 108 mètres d'altitude au Pico da Vara, le point le plus élevé de l'île), et de trois stratovolcans dont le fond des caldeiras est aujourd'hui occupé par des lacs : Sete Cidades à l'ouest, Água de Pau avec la Lagoa do Fogo au centre et Furnas à l'est. Ces massifs volcaniques sont reliés entre eux par des alignements récents de cônes de scories (Région des Pics). 
Le stratovolcan de Sete Cidades est surtout connu par sa large caldeira de 5 km de diamètre et de 350 mètres de profondeur moyenne. Elle abrite deux lacs (Lagoa Verde au sud et Lagoa Azul au nord) ainsi que de nombreux volcans de nature trachytique. D'après les dernières théories, cette caldeira se serait formée en trois phases, à la suite de trois grandes éruptions paroxystiques datées respectivement d'environ 36 000 ans, 29 000 ans et 16 000 ans. Ce volcan est l'un des plus actifs des Açores puisque, depuis 5 000 ans, il a connu 17 éruptions très explosives intra caldeira, 4 éruptions stromboliennes sur ses flancs et 3 éruptions de type surtseyen à faible distance des côtes lors de la période historique.
Le stratovolcan d'Água de Pau occupe le centre de l'île et son sommet est découpé par une caldeira d'environ 3 kilomètres de diamètre. Ses flancs, surtout au nord, sont recouverts d'une multitude de volcans monogéniques : dômes trachytiques et cônes de scories. L'émersion du Fogo date d'environ 200 000 ans, l'édifice central semblant avoir déjà acquis sa morphologie actuelle il y a environ 100 000 ans. Depuis 35 000 ans, ce volcan a été le siège de plusieurs éruptions de style plinien qui ont contribué à façonner la caldeira actuelle. Au cours de 5 000 dernières années, 7 éruptions très explosives se sont produites dans la zone sommitale, dont l’éruption dite du Fogo A datée de 4640 BP et l'éruption historique de 1563. Au cours de la même période, 4 éruptions volcaniques stromboliennes se sont produites sur la périphérie du massif, parmi lesquelles figure l'éruption historique du Pico do Sapateiro, aujourd'hui connu sous le nom de Pico Queimado, en 1563.
Furnas est également un stratovolcan, mais à l'inverse des deux précédents, il est formé de deux caldeiras emboîtées : la plus vaste est datée d'environ 30 000 ans, la seconde d'environ 12 000 ans. C'est un volcan très actif qui a connu depuis 5 000 ans 10 éruptions de nature subplinienne au caractère phréato-magmatique marqué, dont deux sont historiques. La première s'achevait lorsque les premiers colons s'installaient sur l'île de São Miguel vers 1440 ; la seconde eut lieu en 1630 et provoqua la mort d'environ 200 personnes. Ce volcan a été particulièrement bien étudié dans les années 1990-2000 compte tenu des nombreux risques géologiques qu'il représente.
La Région des Pics, située entre le massif de Sete Cidades et le massif du Fogo se compose de 270 volcans monogéniques. Ce sont essentiellement des cônes de scories basaltiques qui se sont formés au cours d'éruptions de style strombolien ou hawaïen. C'est vraisemblablement la région la plus récente de São Miguel. Les volcans les plus jeunes de cet ensemble sont relativement bien datés : leur chronologie permet de dénombrer 19 éruptions survenues au cours des 3 000 dernières années, dont une seule est historique. Il s'agit de l'éruption dite du Fogo 2 survenue en 1652.
La côte est caractérisée par une alternance de vallons encaissés et de croupes aplaties (« lombas »), souvent couvertes de cultures ou de pâturages. Par endroits, les effondrements de falaises ont donné naissance à des terrasses basses à proximité de la mer, appelées « fajãs ». De grandes plages de sable noir battues par les vagues se trouvent notamment sur la côte nord (Ribeira Grande), mais aussi sur la côte sud (Ribeira Quente).

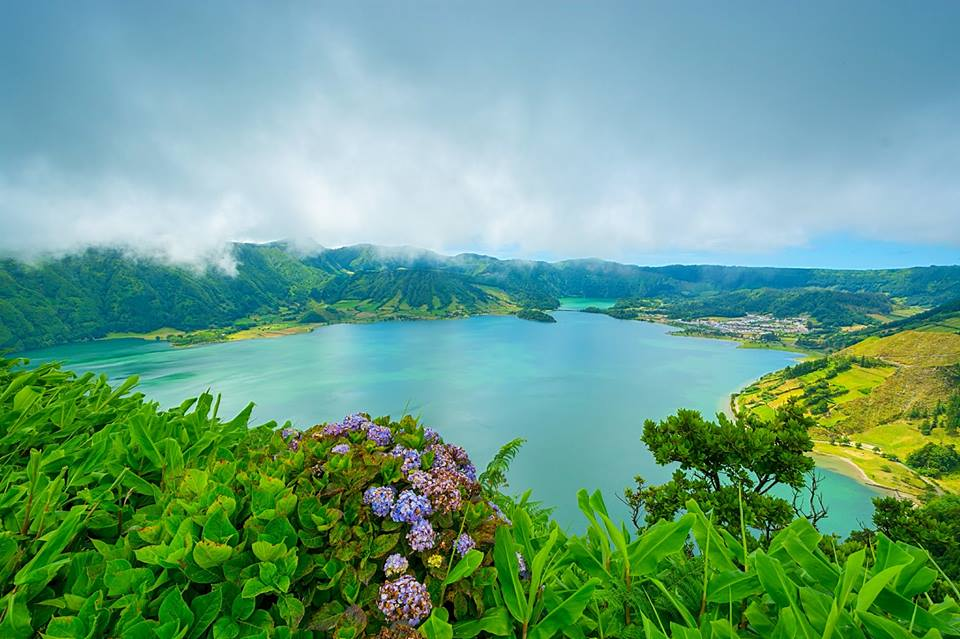
Lagoa das Sete Cidades
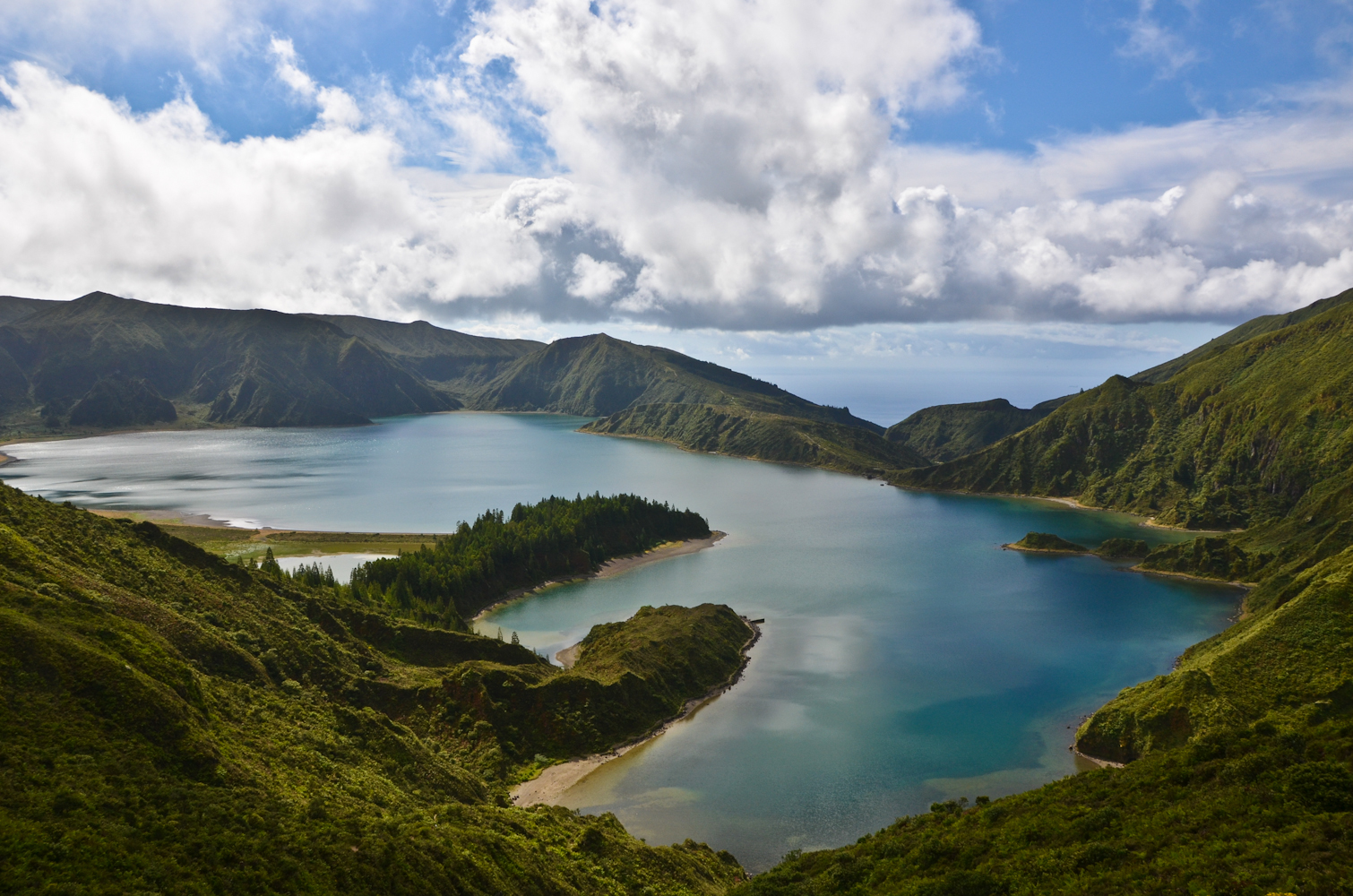
Lagoa do Fogo
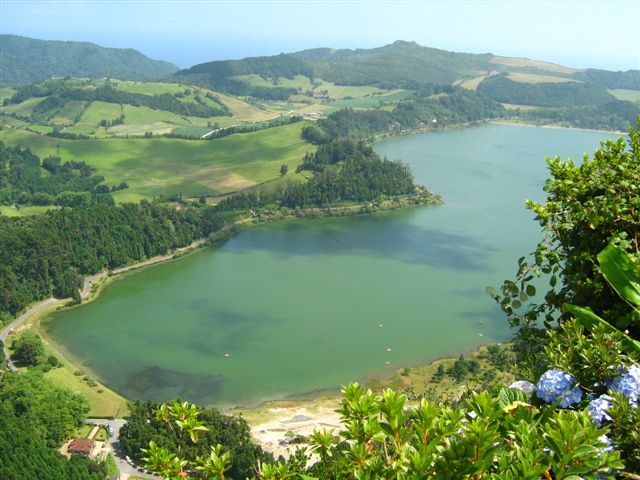
Lagoa das Furnas
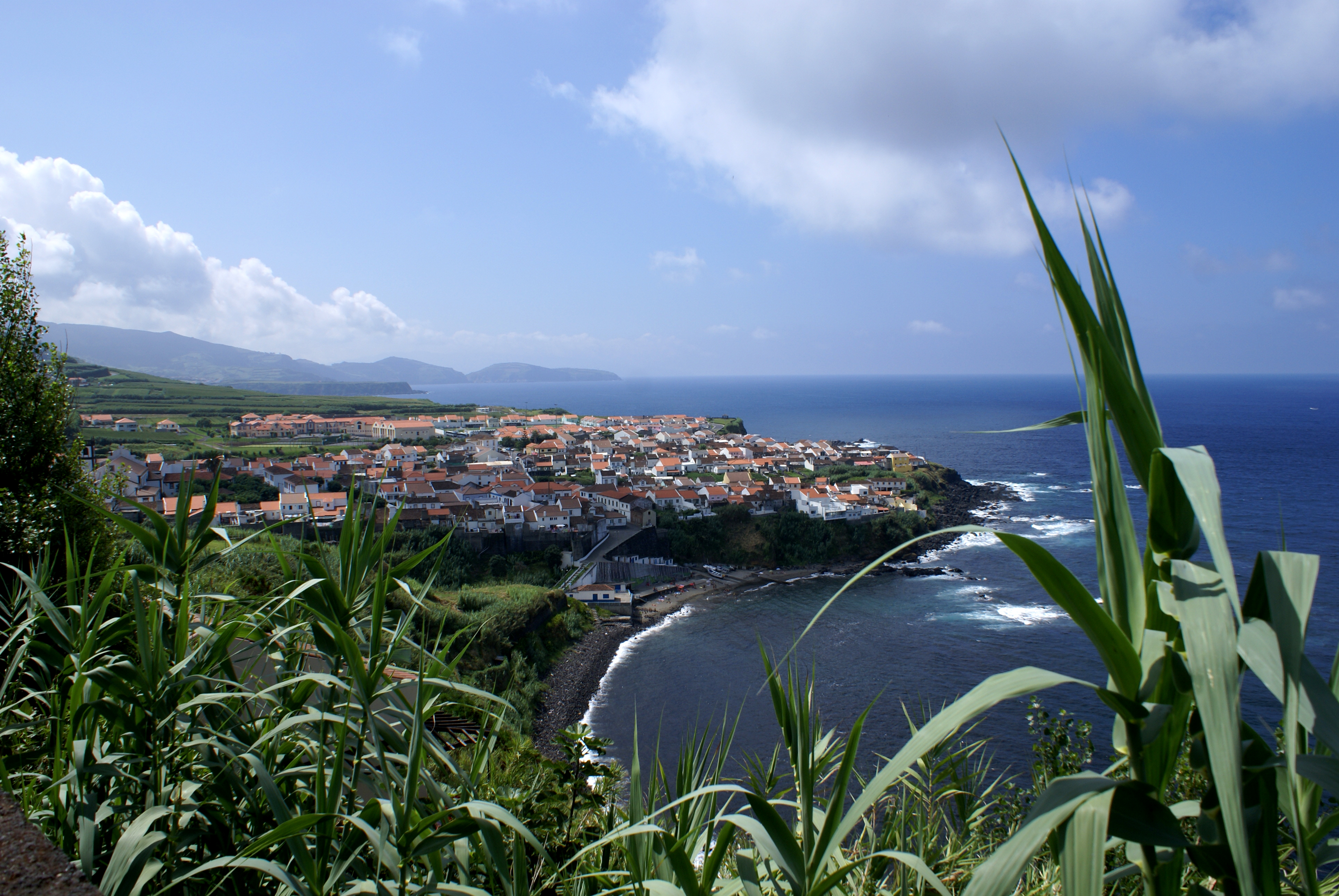
La côte nord

### Climat
Comme pour les autres îles de l'archipel, le climat de São Miguel est tempéré océanique. L'Atlantique et le Gulf Stream modèrent la température, conférant à l'île et à l'archipel une faible amplitude thermique. Les pluies se répartissent sur toute l'année, bien qu'étant plus abondantes pendant la saison fraîche.
En hiver, comme les autres îles de l'archipel, elle est en proie à des vents forts, de dominante sud-ouest, alors que les vents d'été, moins violents, sont essentiellement de quadrant nord. Le ciel est généralement nuageux, d'où une insolation variable.

### Flore et faune

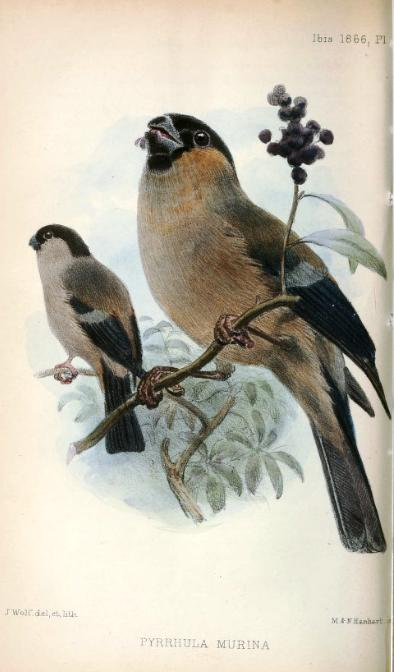
Le bouvreuil des Açores

Appelée « Île Verte » dès le XVe siècle, São Miguel en garde le surnom, même si son aspect verdoyant est aujourd’hui essentiellement dû aux pâturages et aux forêts d’acacias et de cryptomérias, qui n’existaient pas à l’origine. La laurisylve, qui recouvrait jadis presque l’ensemble de l’île, ne subsiste maintenant que sur les hauteurs du nord-est de l’île. On y trouve encore le bouvreuil des Açores, espèce endémique qui n’est plus présente sur les autres îles de l’archipel.
Il convient aussi de mentionner le fila de São Miguel, une race de chien bouvier reconnue au niveau national et international.
La flore et la faune commune aux différentes îles de l’archipel sont décrites aux sous-chapitres « Flore » et « Faune » de l’article « Açores ».

### Géographie humaine et démographie
| Évolution 1813 - 2011 | Évolution 1813 - 2011 |
| --------------------- | --------------------- |
| Année                 | Population de l’île   |
| 1813                  | 62 401                |
| 1864                  | 105 403               |
| 1878                  | 121 229               |
| 1890                  | 118 644               |
| 1900                  | 122 169               |
| 1911                  | 116 967               |
| 1920                  | 111 745               |
| 1930                  | 127 758               |
| 1940                  | 147 948               |
| 1950                  | 167 239               |
| 1960                  | 168 687               |
| 1970                  | 151 454               |
| 1981                  | 131 908               |
| 1991                  | 125 915               |
| 2001                  | 131 609               |
| 2011                  | 137 699               |

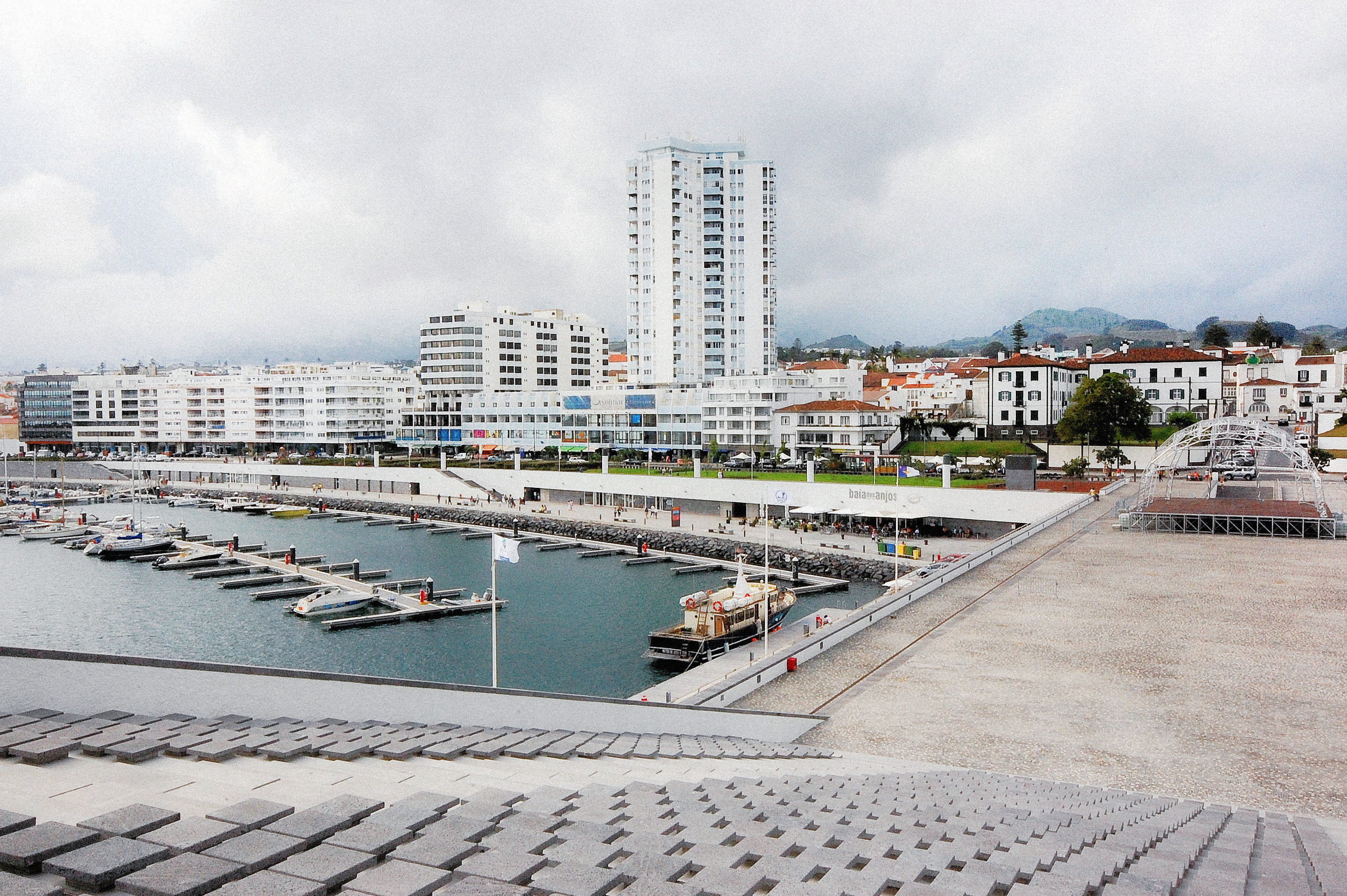
Ponta Delgada, bord de mer vu du complexe commercial et de loisirs Portas do Mar

Les cratères et les cônes volcaniques étant prédominants à l’intérieur de l’île, les zones peuplées s’étendent principalement le long de la côte et dans les plaines intérieures. Néanmoins, plusieurs communautés se sont établies dans d’anciens cratères (comme Sete Cidades, Furnas ou Povoação), dans des vallées (Ribeira Chã, Pilar da Bretanha) ou dans des deltas côtiers (Mosteiros). Les villages, regroupés autour des églises paroissiales, tiraient profit des sols fertiles et vivaient essentiellement de l’agriculture. Vu le relief mouvementé et les distances qui les séparaient, ils restaient isolés les uns des autres, jusqu’à ce qu’un réseau routier relativement dense ne vienne récemment les relier. Deux villes d’une certaine importance se sont alors développées : Ponta Delgada sur la côte sud et Ribeira Grande sur la côte nord. Du point de vue administratif, l’île est divisée en six municipalités :
Lagoa, la plus jeune des municipalités de l’île, compte 14 416 habitants (2011), elle s’étend sur le centre de la côte sud, à l’est de Ponta Delgada ;
Nordeste (4 937 habitants), comme le dit le nom, au nord-est de l’île, est connue pour l’abondance de sa végétation et abrite le point culminant de l’île, le Pico da Vara (1108 m) ; Ponta Delgada (68 809 habitants) comprend non seulement la ville industrielle et commerciale de Ponta Delgada, mais aussi de nombreux bourgs et villages et le grand cratère de Sete Cidades ;
Povoação (6 327 habitants), à l’est de la côte sud, est historiquement la première colonie de l’île, on y trouve des structures volcaniques actives et éteintes (Furnas, cratère de Povoação) ;
Ribeira Grande, la deuxième municipalité en population (32 112 habitants en 2011), comprend une grande partie de la côte nord, dont l’important bourg de Rabo de Peixe) ; Vila Franca do Campo (11 229 habitants) fut jadis la capitale de São Miguel (jusqu’à sa destruction presque totale par un tremblement de terre et des glissements de terrain en 1522), elle occupe une partie de la côte sud, entre Lagoa et Povoação.
Ces municipalités se décomposent en 64 freguesias (à l’origine calquées sur les paroisses religieuses), qui sont responsables de la fourniture des services et de la mise en œuvre des initiatives de la municipalité. Elles sont réparties de la manière suivante sur les six municipalités :
Municipalité de Lagoa
- Água de Pau
- Cabouco
- Nossa Senhora do Rosário
- Ribeira Chã
- Santa Cruz

Municipalité de Nordeste
- Achada
- Achadinha
- Algarvia
- Lomba da Fazenda
- Nordeste
- Salga
- Santana
- Santo António de Nordestinho
- São Pedro de Nordestinho

Municipalité de Ponta Delgada
- Ajuda da Bretanha
- Arrifes
- Candelária
- Capelas
- Covoada
- Fajã de Baixo
- Fajã de Cima
- Fenais da Luz
- Feteiras
- Ginetes
- Livramento
- Mosteiros
- Pilar da Bretanha
- Relva
- Remédios
- Santa Bárbara
- Santa Clara
- Santo António
- São José
- São Pedro
- São Roque
- São Sebastião
- São Vicente Ferreira
- Sete Cidades

Municipalité de Povoação
- Água Retorta
- Faial da Terra
- Furnas
- Nossa Senhora dos Remédios
- Povoação
- Ribeira Quente

Municipalité de Ribeira Grande
- Calhetas
- Conceição
- Fenais da Ajuda
- Lomba da Maia
- Lomba de São Pedro
- Maia
- Matriz
- Pico da Pedra
- Porto Formoso
- Rabo de Peixe
- Ribeira Seca
- Ribeirinha
- Santa Bárbara
- São Brás

Municipalité de Vila Franca do Campo
- Água de Alto
- Ponta Garça
- Ribeira das Tainhas
- Ribeira Seca
- São Miguel
- São Pedro

## Histoire

### Découverte et peuplement
Probablement découverte entre 1426 et 1439, l'île était déjà signalée sur des portulans (cartes de navigation) du milieu du XIVe siècle sous le nom d'« Île Verte ». Sa découverte est relatée de la manière suivante :

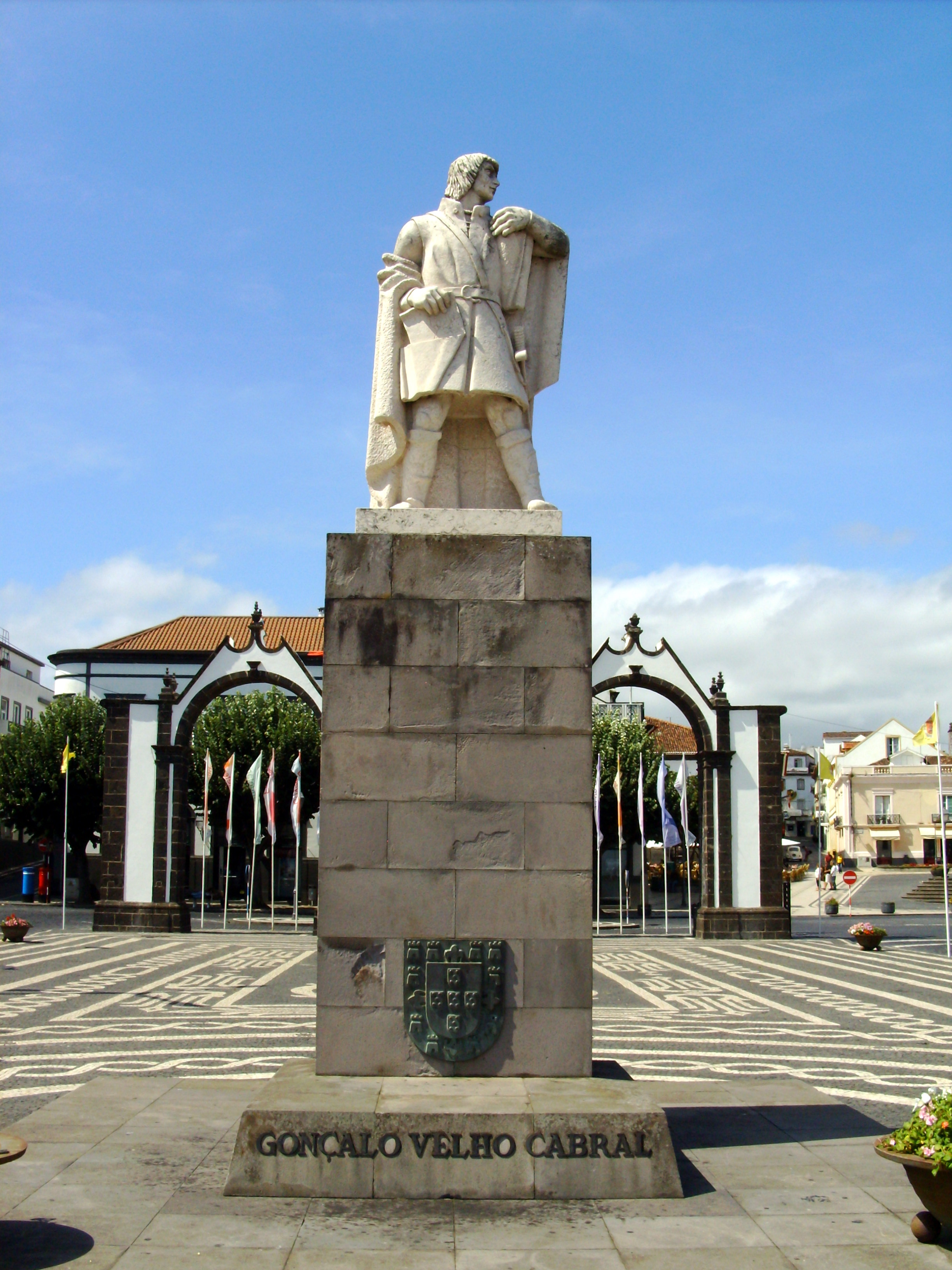
Ponta Delgada : Statue de Gonçalo Velho Cabral, premier capitaine-donataire des Açores

« L'Infant Don Henri, désireux de savoir s'il se trouvait des îles ou de la terre ferme dans les parties éloignées de l'Océan Occidental, envoya des navigateurs. (...) Ils partirent et virent des terres à quelque trois cents lieues à l'ouest du Cap Finisterre et se rendirent compte qu'il s'agissait d'îles. Ils accostèrent sur la première, la trouvèrent inhabitée et, la parcourant, y virent de nombreux autours [en portugais : açores] et autres oiseaux ; ils poursuivirent vers la deuxième, que l'on appelle maintenant S. Miguel, où ils trouvèrent aussi des oiseaux et des autours et en plus de nombreuses sources chaudes naturelles. »
Elle constituait une capitainerie unique avec l'île de Santa Maria et son premier capitaine donataire fut Gonçalo Velho Cabral. Le peuplement commença en 1444, le 29 septembre, fête de Saint Michel Archange, alors patron du Portugal, qui faisait l'objet d'une dévotion particulière de l'infant Don Pedro, Régent du Royaume, et donna son nom à l'île.
Les premiers colons débarquèrent entre « deux ruisseaux aux eaux fraîches et claires ayant entaillé les roches et les hauts plateaux couverts d'une épaisse forêt de cèdres, de lauriers, de cerisiers et de hêtres d'une hauteur respectable »[réf. souhaitée]. Ils apportaient avec eux du bétail, des oiseaux et des semences de blé et de légumes et bien d'autres choses nécessaires. Ils fondèrent le premier village de l'île, qu'on appela plus tard Povoação Velha (Vieux Peuplement) de S. Miguel et où l'on érigea la première église, dédiée à sainte Barbe, à l'endroit où fut dite la première messe sèche. Ultérieurement, parcourant la côte vers l'ouest, ils trouvèrent une plaine au bord de la mer, qui sembla leur convenir et où ils décidèrent de s'installer. Ce village prit le nom « do Campo » et se vit bientôt attribuer le statut de "ville franche" (exempte de tributs, à l'exception de ceux dus à la Couronne du Portugal), ce qui attira de nouveaux colons.
Parmi ces premiers colons, on trouve les noms de Jorge Velho, Gonçalo Vaz Botelho, le Grand, Afonso Anes, Gonçalo de Teves Paim et son frère Pedro Cordeiro[réf. souhaitée].
Afin d'attirer plus de colons pour peupler cette île, aux dimensions plus grandes et aux caractéristiques géologiques plus propices que Santa Maria, il fut nécessaire d'en mieux promouvoir le peuplement, ce qui est retenu dans une charte royale du 20 avril 1447, par laquelle les habitants de cette île étaient exemptés de la dîme sur tous les produits en provenant.
De nouveaux colons arrivèrent donc, provenant principalement d'Estrémadure, du Haut Alentejo, de l'Algarve et de Madère. Plus tard, quelques étrangers vinrent s'installer, notamment des Français[source insuffisante], ainsi que des minorités culturelles telles que des Juifs et des Maures.
La situation géographique et la fertilité des sols permirent un développement économique rapide, basé sur le secteur primaire, qui était surtout orienté sur l'approvisionnement des garnisons militaires portugaises en Afrique du Nord, et sur la production de sucre et d'orseille, un colorant exporté en Flandre. 
Le neveu de Gonçalo Velho Cabral, João Soares de Albergaria, lui succéda dans ses fonctions. À l'époque d'Albergaria, avant 1472, la charte de cité fut accordée aux localités de Vila do Porto et de Vila Franca do Campo, les plus anciennes des Açores.
Son épouse étant malade, Albergaria alla s'installer avec elle à Madère, à la recherche d'un climat plus favorable. Ils y furent accueillis par la famille du capitaine de Funchal, João Gonçalves Zarco. C'est alors que fut décidée la vente de la capitainerie de São Miguel, pour 2 000 cruzados en espèces et 4 000 arrobes de sucre. Ce contrat reçut l'assentiment de l'Infante Beatriz, tutrice du donataire Diogo, duc de Viseu, aux termes de la charte du 10 mars 1474, ratifiée par le souverain.
C'est ainsi que furent définitivement séparées les capitaineries de São Miguel et de Santa Maria.
Vila Franca do Campo, le plus important port commercial de l'île, considérée comme sa première capitale, où se trouvait la douane jusqu'en 1528, a été entièrement détruite par le grand tremblement de terre du 22 octobre 1522, qui aurait coûté la vie à 4 000 personnes. Après cette tragédie, les survivants allèrent s'installer à Ponta Delgada et réussirent à obtenir du souverain les mêmes privilèges que ceux qui étaient accordés à la ville de Porto et dont jouissaient déjà les habitants de Vila Franca do Campo. C'est ainsi que Ponta Delgada connut un développement tel qu'elle fut élevée au rang de ville par charte royale en 1546 et devint la capitale de l'île.
Lors de la crise de succession de 1580, des combats eurent lieu ici entre les partisans d'Antoine de Portugal et de Philippe II d'Espagne, culminant le 26 juillet 1582 dans la bataille navale de Vila Franca, le long du littoral sud de l'île, remportée par les seconds. Après la bataille, Álvaro de Bazán, marquis de Santa Cruz de Mudela, débarqua à Vila Franca do Campo, où il établit son quartier général et fit pendre près de 800 prisonniers français et portugais ; ce fut le plus cruel des massacres qu'aient jamais connus les Açores.
Pour son appui apporté à la cause de Philippe II, la famille Gonçalves da Câmara reçut en la personne de Rui Gonçalves da Câmara, capitaine du donataire, le titre de comte de Vila Franca par édit du 17 juin 1583.

### XVIIesiècle

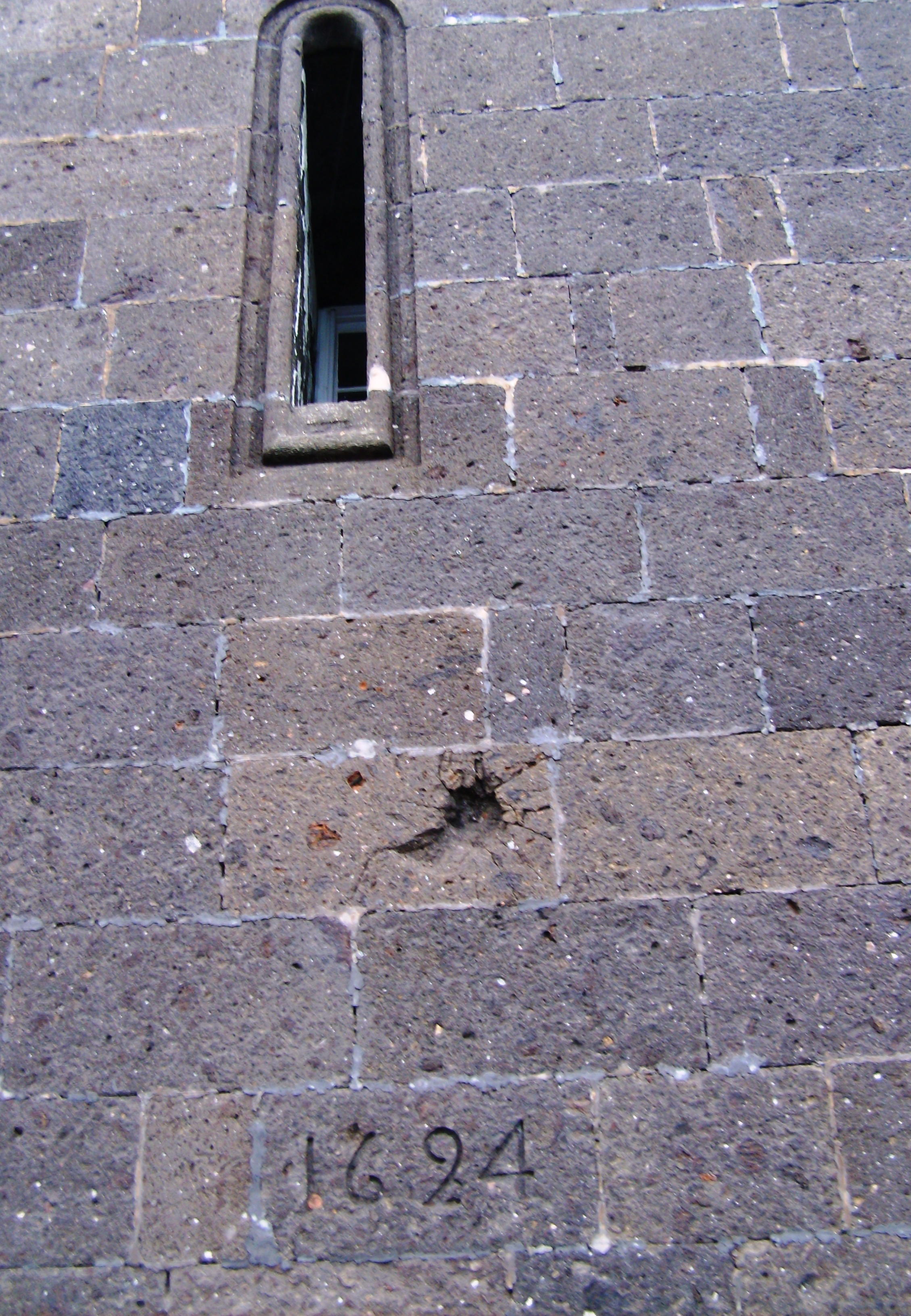
Église Saint-Michel-Archange, Vila Franca do Campo: impact d'un projectile d'artillerie sur le clocher

Pendant le règne de la dynastie philippine (1580-1640), la côte sud de l’île fut le théâtre de la bataille de Vila Franca (26 juillet 1582), qui se solda par la défaite portugaise et par le massacre de centaines de Français, exécuté sous l’ordre du marquis de Santa Cruz de Mudela.
Parmi les attaques menées contre l’île par des corsaires pendant cette période, on retiendra celle de la flotte anglaise sous le commandement de Robert Devereux, 2e comte d'Essex, en automne 1597, avec une centaine de vaisseaux ayant précédemment attaqué les îles de Faial et de Pico, ou celle, dont témoigne encore aujourd'hui l'impact d'un projectile d'artillerie sur le mur tourné vers la mer du clocher de l'église Saint-Michel-Archange de Vila Franca do Campo, dont la date a été inscrite en dessous : 1624
Avec la restauration de l’indépendance portugaise (1640), l’île reprit son rôle de centre commercial, nouant des contacts avec le Brésil, où elle envoya de nombreux colons.

### XVIIIesiècle
C’est de cette période que datent de nombreux édifices historiques de l’île, notamment des manoirs et des églises recelant des ouvrages raffinés en pierre de taille, de délicats azulejos et de riches sculptures, que l’on peut encore admirer aujourd’hui. Ce faste architectonique s’explique par les revenus abondants de la culture et de l’exportation des oranges, principalement à destination de la Grande-Bretagne.

### XIXesiècle
Au cours de la Guerre civile portugaise (1828-1834), après le débarquement des forces libérales dans la crique d’Achadinha (commune de Nordeste) sous le commandement d’António Severim de Noronha (1831), les forces miguélistes furent défaites à la bataille de Ladeira da Velha (3 août 1831).
En 1832, une expédition militaire sous le commandement de Pierre IV partit de Belle-Île, en Bretagne, pour les Açores (10 février) et arriva à São Miguel le 22 février. Après avoir mis en place un gouvernement de la régence à Angra, sur l’île de Terceira, Pierre IV rejoignit São Miguel pour embarquer ses troupes (20 à 22 juin), qui partent le 27 juin pour le débarquement de Mindelo (8 juillet).
Après la fin du conflit, Ponta Delgada fut secouée par la révolte des prisonniers détenus dans le Fort de São Brás (1835). La même année vit la fondation du premier journal de São Miguel. La paix retrouvée, l’expansion économique de l’île reprit.
À la suite de la Révolte de Maria da Fonte (1846), une Junte de gouvernement fut constituée dans le district de Ponta Delgada.
La prospérité liée à la production et à l’exportation d’oranges fut sérieusement ébranlée lorsque, en 1860, les orangers furent frappés d’une maladie. Cette crise fut surmontée grâce à l’introduction de nouvelles cultures telles que le tabac, le thé, le lin de Nouvelle-Zélande, la chicorée, la betterave et l’ananas, auxquelles vinrent peu à peu s’ajouter des industries liées à la pêche et à l’élevage. Dans les années 1860 fut construit le port de Ponta Delgada, une ligne ferroviaire ayant été mise en place pour la construction du môle.
Le 8 juin 1893, une proposition fut soumise au Parlement portugais pour établir une liaison télégraphique entre les Açores et le continent. Après adoption du texte, l’Etat portugais confia à une société anglaise, la Telegraph Construction and Maintenance Company Limited, la fabrication et la pose du câble sous-marin. Le 19 août de la même année, à 11h40, le câble en provenance de la station de Cascais atteignait Ponta Delgada et il fut mis en service le 27 août.

### XXesiècle
Au cours de la Première Guerre mondiale, la ville de Ponta Delgada et ses environs ont été bombardés par 50 obus de 125 mm lancés du Deutschland, un sous-marin de l’Empire allemand, de type U-155 (4 juillet 1917), placé sous le commandement du capitaine Karl Meusel. Outre les dommages matériels, l’attaque coûta la vie à une jeune fille de 16 ans (Tomásia Pacheco) et fit quelques blessés à la Canada do Pilar, dans le quartier de Fajã de Cima. L’unité navale allemande fut repoussée par quinze tirs d’artillerie du navire charbonnier américain Orion amarré dans les docks, avec l’appui de l’artillerie portugaise de terre stationnée au fort de la Mãe de Deus (quatre tirs).
À partir de cet assaut, une base navale des États-Unis fut installée à Ponta Delgada, qui resta opérationnelle jusqu’en septembre 1919. Pendant cette période, quelque 2 000 navires entrèrent dans le port. Leur approvisionnement ainsi que celui de milliers de militaires en transit préserva l’économie de l’île des difficultés de la guerre et fut à l’origine de quelques petites fortunes. Entre 1914 et 1924, l’abondante circulation de dollars et de livres fit passer de six à vingt le nombre des établissements bancaires, alors qu’ouvraient de nombreux restaurants, cafés et autres lieux de divertissement. On enregistra également d’importants investissements dans des usines et des compagnies de transport maritime.
D’une manière générale, le développement de l’industrie de la pêche et de l’exploitation des produits agricoles donna un nouvel élan à l’économie de l’île, qui se fait encore sentir aujourd’hui.
À l’heure actuelle, São Miguel est devenu l’un des centres politico-administratifs les plus dynamiques de l’archipel et abrite le siège du Gouvernement régional des Açores.

## Émigration
L’île de São Miguel, comme le reste des Açores, a été touchée par de nombreuses vagues d’émigration, tout d’abord, dès le XVIIe siècle, principalement à destination du Brésil. Au XIXe siècle, la crise économique due au déclin de la production d’oranges incita de nombreux habitants de l’île à chercher un sort meilleur sous d’autres cieux, notamment aux Bermudes et à Hawaii. Plus tard, les États-Unis d’une manière générale, et plus particulièrement le Massachusetts, mais aussi le Brésil et le Venezuela, et enfin le Canada accueillirent un grand nombre d’émigrants en provenance de São Miguel. Depuis les années 1980, l’émigration est devenue quantitativement négligeable. Au contraire, on fait désormais appel à des travailleurs venus du Brésil et de l'Europe de l'Est.

## Économie

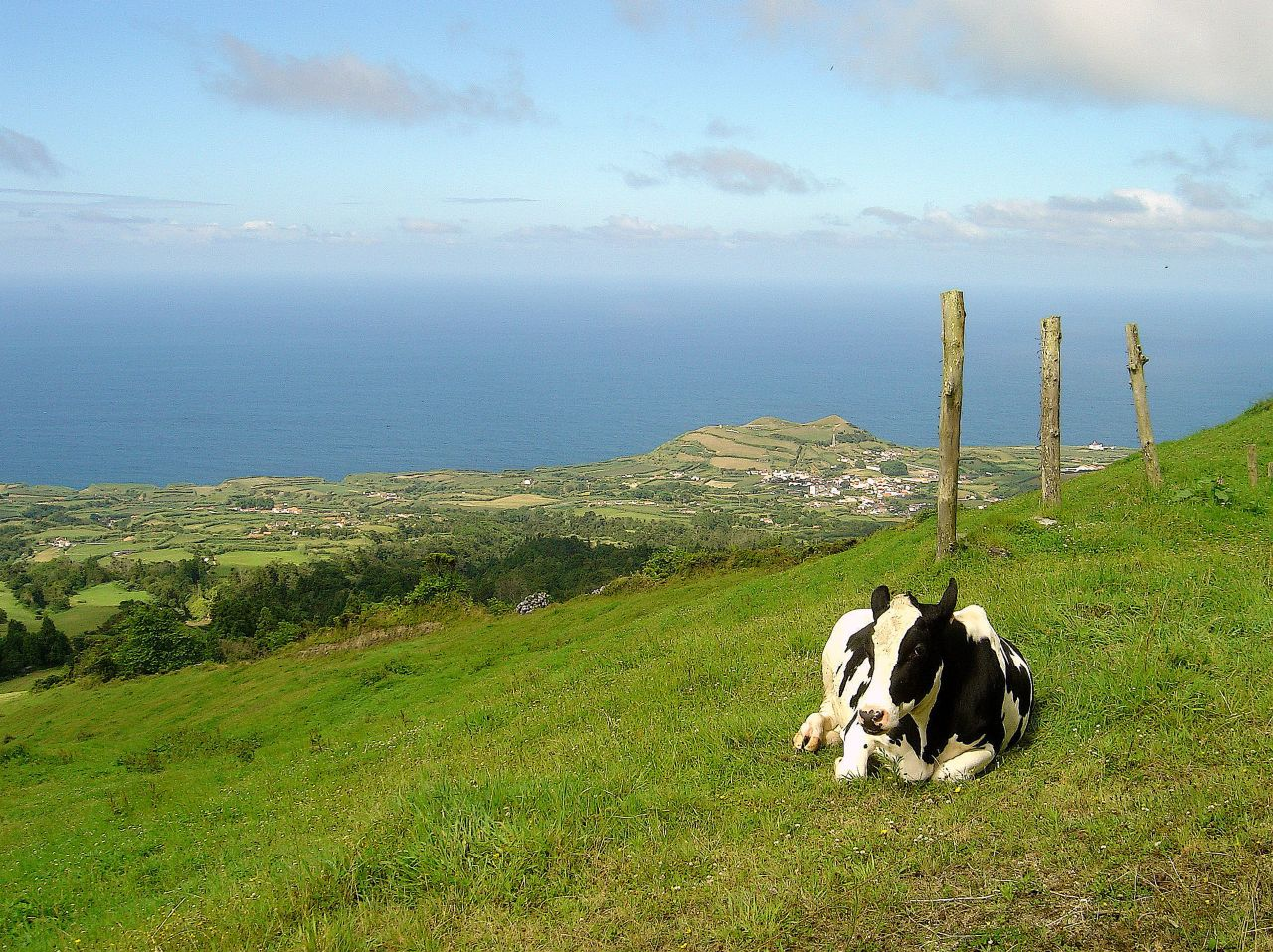
Élevage bovin sur la côte nord.

L’élevage est l’une des principales sources de revenus dans l’économie de l’île. On compte en effet environ un bovin par personne pour l’ensemble de l’île. Le lait frais est la principale matière première utilisée dans l’industrie de transformation, dont les produits d’exportation sont essentiellement le fromage, le beurre et le lait pasteurisé. Une viande bovine de haute qualité est exportée vers le Portugal continental et Madère. L’élevage de volailles et de porcs s’adresse essentiellement au marché régional et local.

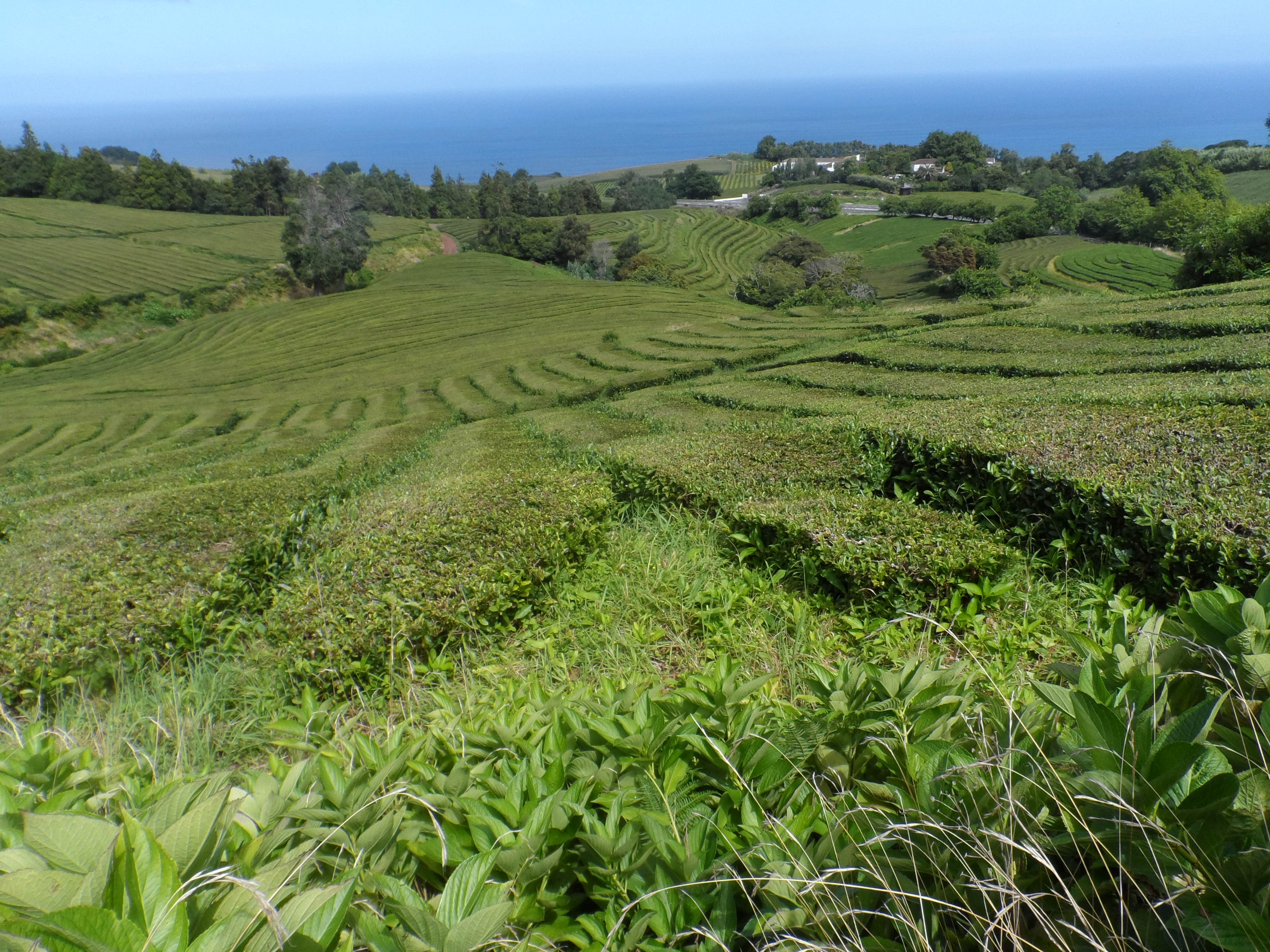
Plantation de thé à Ribeira Grande.

Parmi les produits agricoles, mentionnons encore la betterave, la chicorée, le thé, le fruit de la passion et l’ananas. Celui-ci (Ananassa Sativus, Lindl.) est cultivé dans des serres qui abondent surtout à Fajã de Baixo (Ponta Delgada), Lagoa et Vila Franca do Campo. Ce fruit, qui parvint aux Açores en provenance d’Amérique du Sud au milieu du XIXe siècle, était à l’origine exclusivement cultivé à des fins ornementales et n’était accessible qu’aux classes aisées de la population. Quant au thé, sa culture a été introduite en 1878 par deux Chinois originaires de Macao. Deux plantations, Chá Gorreana et Chá Porto Formoso, subsistent sur la côte nord.
L’industrie de transformation se concentre sur la production de denrées alimentaires, de boissons et de tabac. Une industrie de moindre importance est dédiée au traitement des bois et des écorces.

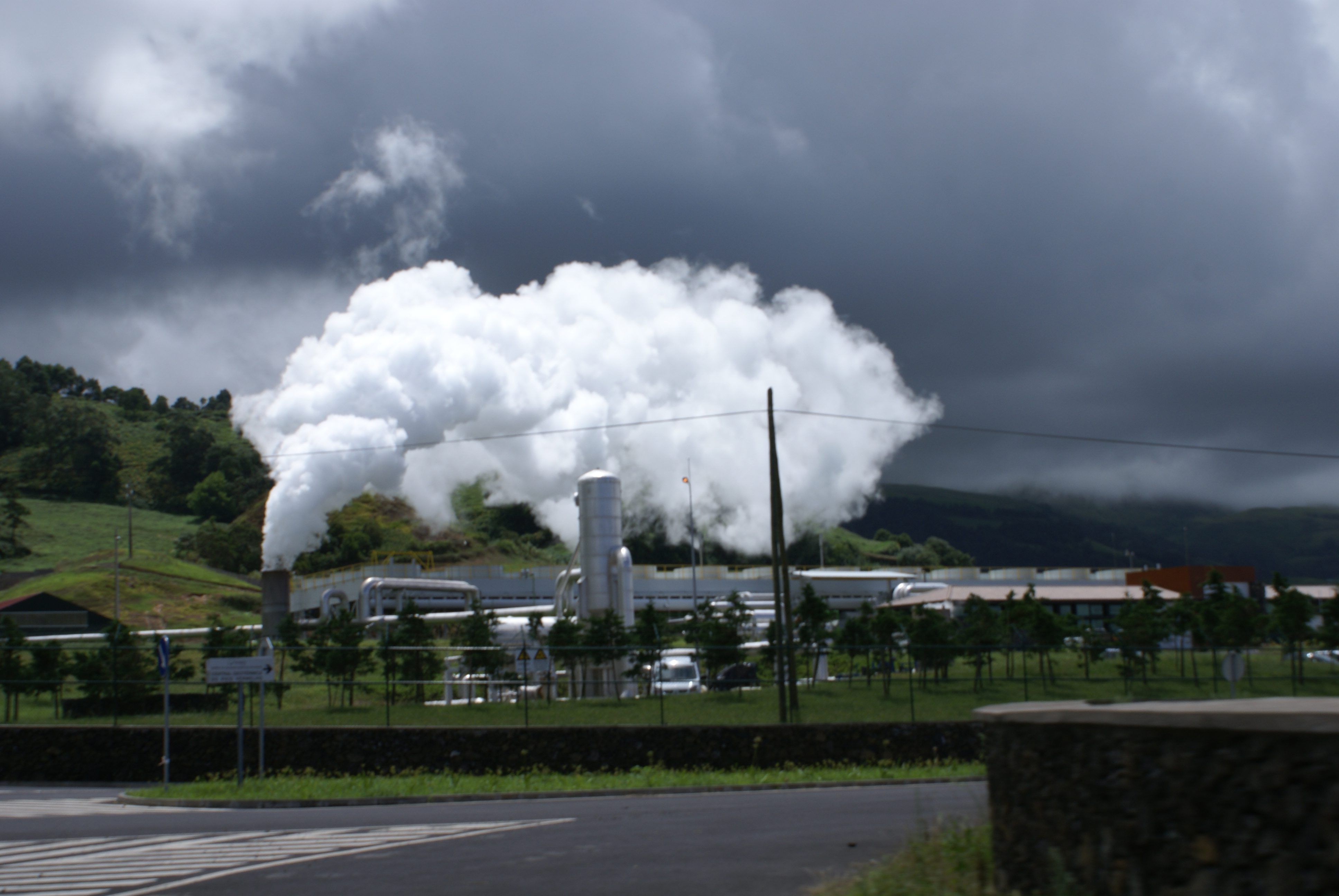
Centrale géothermique de Pico Vermelho, Ribeira Grande.

Malgré son ampleur relativement réduite, l’industrie de la pêche recèle un grand potentiel de croissance. La zone économique exclusive des Açores abrite une population aquatique riche et diversifiée et offre un vaste éventail de poisson frais pour la consommation locale et pour l’exportation ainsi que pour la mise en conserve. Quelques entreprises ont récemment investi dans le poisson fumé pour le marché portugais et étranger. L’espèce la plus représentative sur le plan économique est le thon, la pêche artisanale se consacre également au hareng, aux sparidés, au congre, au lieu jaune ou encore au thazard noir.
L’essentiel de l’énergie est importé et provient de dérivés du pétrole, mais d’autres sources d’énergie alternatives jouent un rôle de plus en plus important : si les énergies hydroélectrique et éolienne en sont encore à un stade expérimental et embryonnaire, l’énergie géothermique joue déjà un rôle important pour l’approvisionnement de la population en électricité.
Le marché national portugais constitue le débouché principal des produits de São Miguel, mais le commerce avec l’étranger revêt une importance croissante pour l’économie régionale. Les importations se concentrent surtout sur les céréales, les combustibles, les machines en tout genre et les matières premières, alors que les exportations comprennent essentiellement les produits laitiers et les conserves de poisson, l’Italie étant le marché cible pour les conserves de thon. Vu la dispersion géographique de l’archipel et la distance qui le sépare de la métropole, les mouvements de marchandises s’intensifient à destination des îles à plus faible capacité de production.
Le tourisme est un secteur relativement important de l’économie, mais n’a pas l’ampleur qu’on lui connaît à Madère ou aux Canaries. À côté de l’hôtellerie traditionnelle, on trouve des établissements de tourisme rural, des colonies de vacances, des auberges de jeunesse, des campings, des chambres d’hôtes. Le nombre de nuitées enregistrées a été de 680 675 en 2012, contre 859 807 en 2005, diminution essentiellement due au recul du nombre des touristes scandinaves. Des efforts particuliers sont entrepris dans le sens d’un tourisme durable.

## À voir
Appelée « Île Verte » dès sa découverte au XVe siècle, São Miguel séduit le touriste par ses croupes verdoyantes couvertes de grasses prairies où paissent les troupeaux de vaches Holstein, par ses routes et chemins bordés de haies d’hortensias, par ses falaises vertigineuses et ses lacs de cratères aux tonalités parfois surprenantes, par ses villages somnolents blanchis à la chaux, par ses églises aux contrastes éclatants entre le blanc des murs et le basalte noir des encadrements, par ses aires de pique-nique fleuries et bien aménagées. De quoi lui pardonner son ciel souvent nuageux qui, vu la douceur du climat, ne dissuadera pas le voyageur d’aller à la découverte de ses principales curiosités.
Ponta Delgada

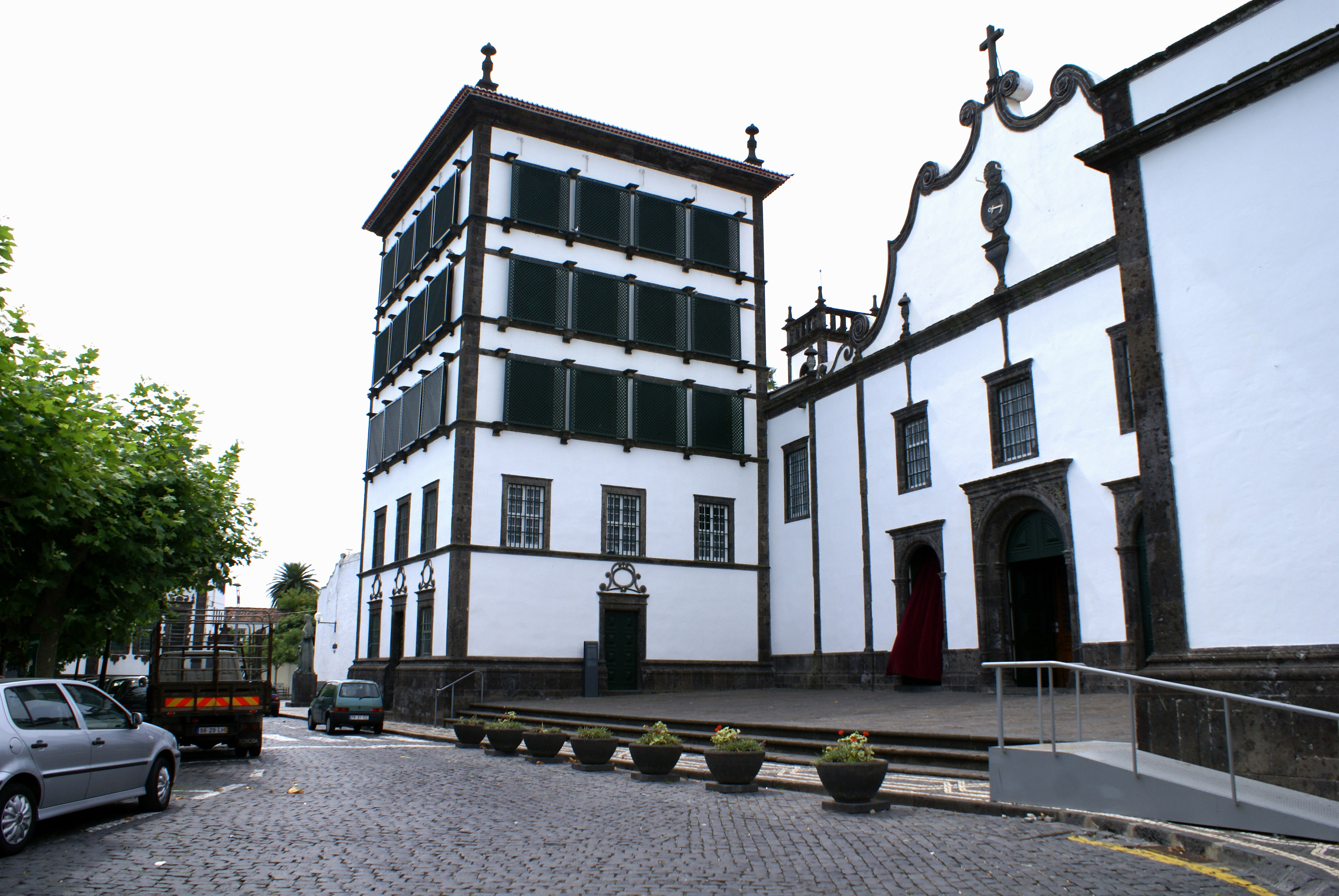
Le couvent de Notre-Dame de l'Espoir à Ponta Delgada.

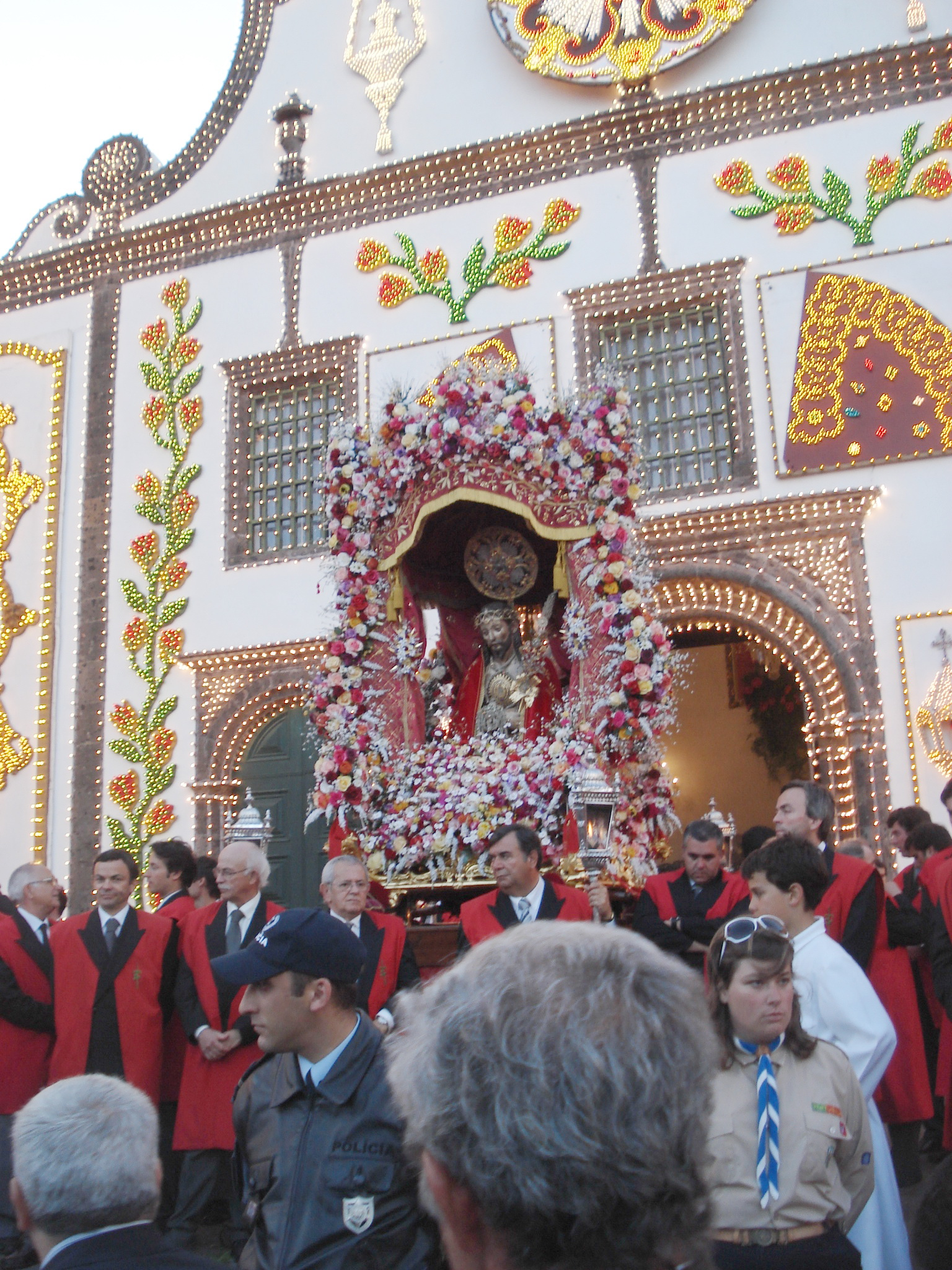
Les fêtes pour le culte du Seigneur Saint-Christ des Miracles.

- Sanctuaire du Seigneur Saint-Christ des Miracles et tombe de la Vénérable Mére Thérèse de l'Annonciade ;
- Derrière les « portes de la ville » (trois arches cernées de basalte), l’église São Sebastião et l’hôtel de ville ;
- Le fort de São Bras et le couvent de Notre-Dame de l'Espoir ;
- Les « Portas do Mar », esplanades en bord de mer longées de restaurants et de commerces.

L’Ouest de l’île
- Le village de Sete Cidades, avec ses deux lacs jumeaux, l’un vert, l’autre bleu, que l’on peut admirer des belvédères de Vista do Rei et de la Grota da Cova[25]  ;
- Les lacs Lagoa do Canário et Lagoa de Santiago ;
- Le pico de Carvão, d’où l’on a une vue sur une grande partie de l’île.

Le Centre
- Ribeira Grande, seconde ville de l’île aux belles demeures et églises datant du XVIe au XVIIIe siècle ; à l’est de la bourgade, on peut visiter des plantations de thé, telle Chá Gorreana ;
- Le lac Lagoa do Fogo : du belvédère qui le domine, on peut descendre jusqu’à une plage de sable clair ;
- En face de Vila Franca do Campo, sur la côte sud, un îlot, aujourd’hui déclaré réserve naturelle, est formé par le sommet d’un cratère sous-marin.

L’Est de l’île
- Furnas avec ses sources de boues sulfureuses en ébullition (« caldeiras ») et son jardin botanique Terra Nostra, où sont regroupés plus de trois mille espèces d'arbres et d'arbustes, dont palmiers, fougères, araucarias, cycas, azalées, ginkgos bilobas, camélias, lauriers, oiseaux de paradis, et qui comporte une immense piscine d’eau ferrugineuse chaude ;
- La Lagoa das Furnas, vaste lac dont les rives sont couvertes d’une végétation d’une luxuriance exceptionnelle, possède aussi ses « caldeiras » ;
- Vues sur la Lagoa das Furnas depuis les belvédères du Pico do Ferro et du Salto do Cavalo[25] ;
- Ribeira Quente et sa grande plage de sable noir aux eaux souvent très agitées ;
- Nordeste et ses belvédères de Sossego et da Madrugada dominant les falaises escarpées de la côte est.

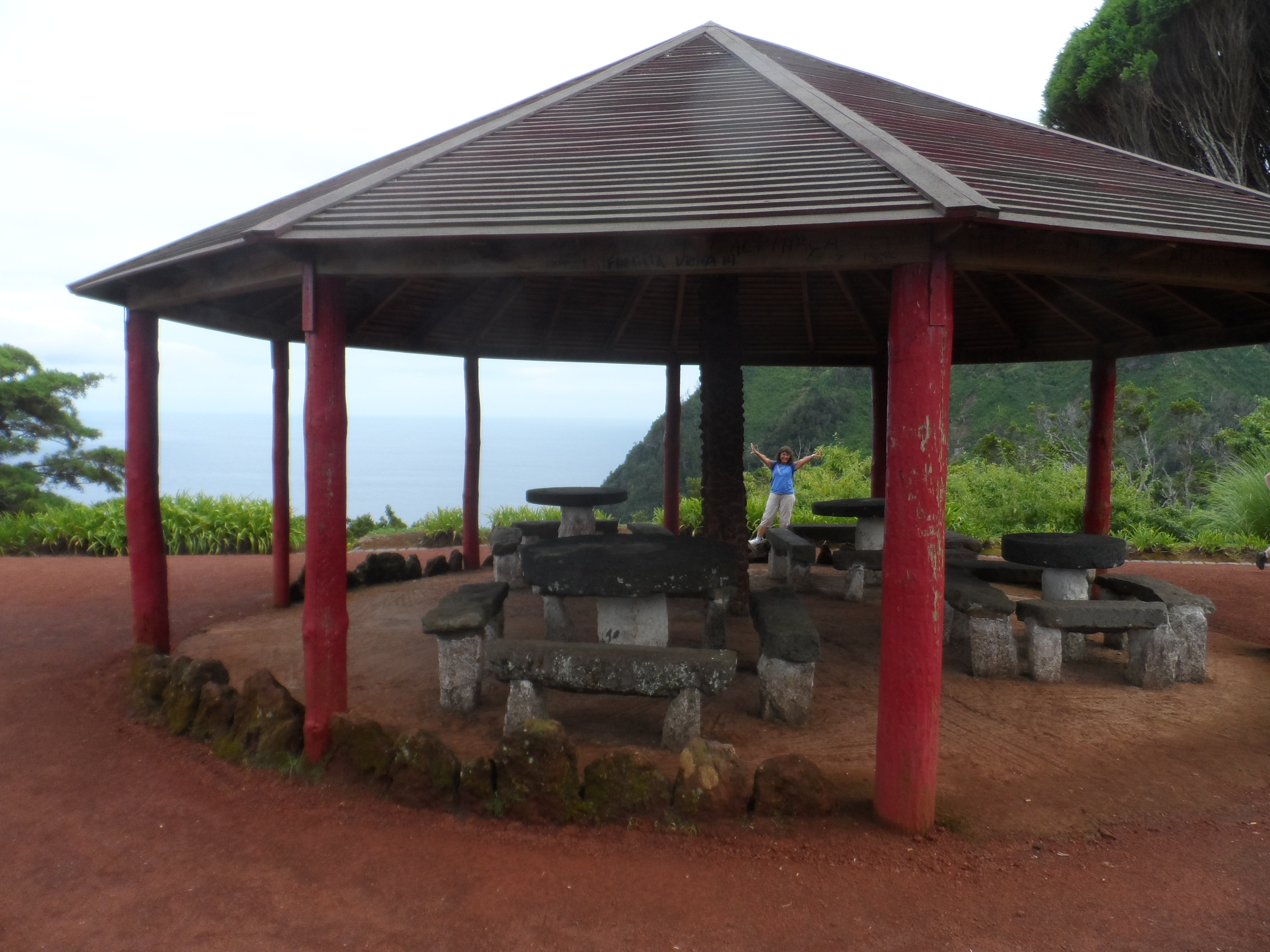
Aire de pique-nique et belvédère de Sossego
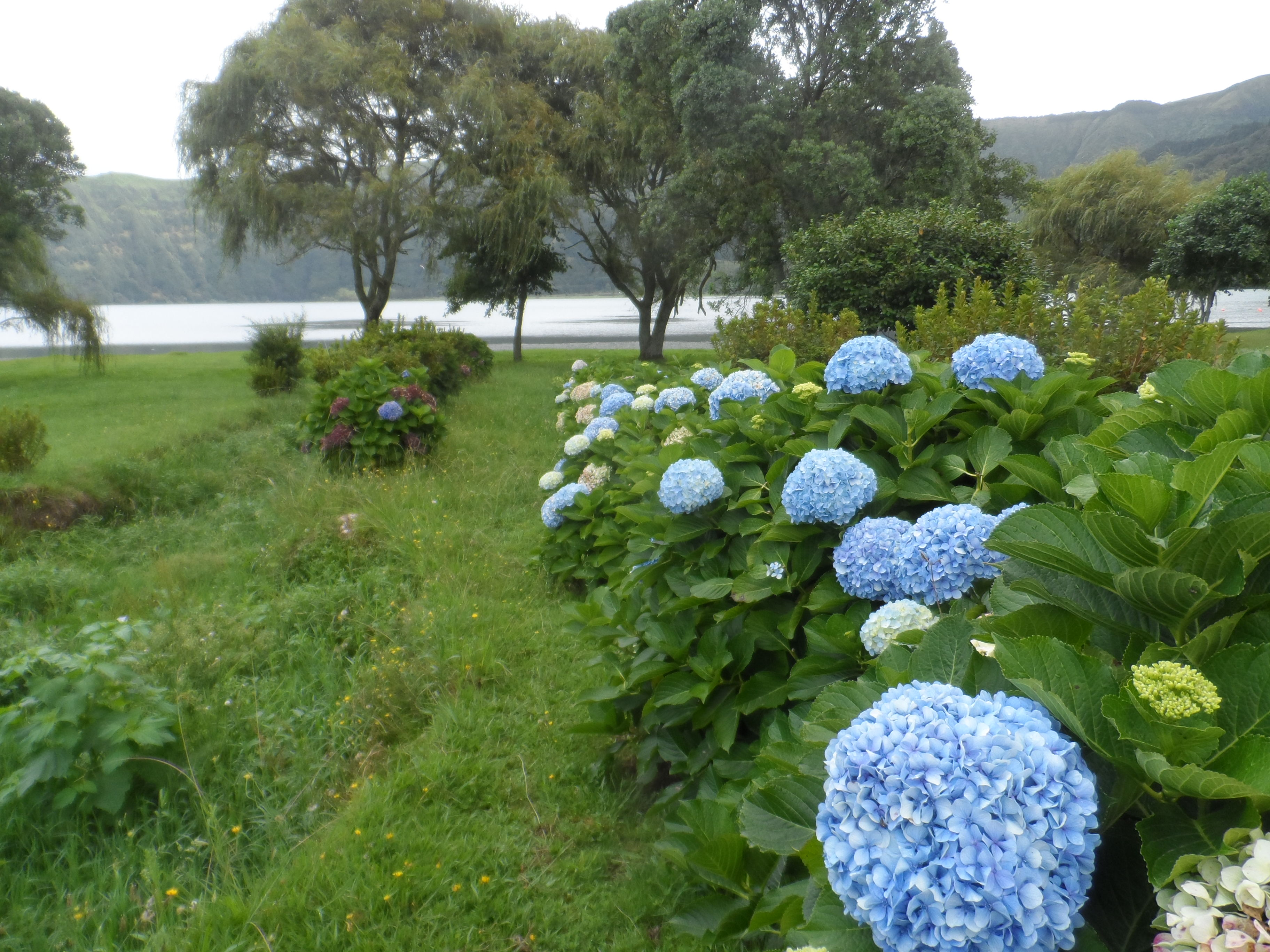
Hortensias au bord du lac de Sete Cidades
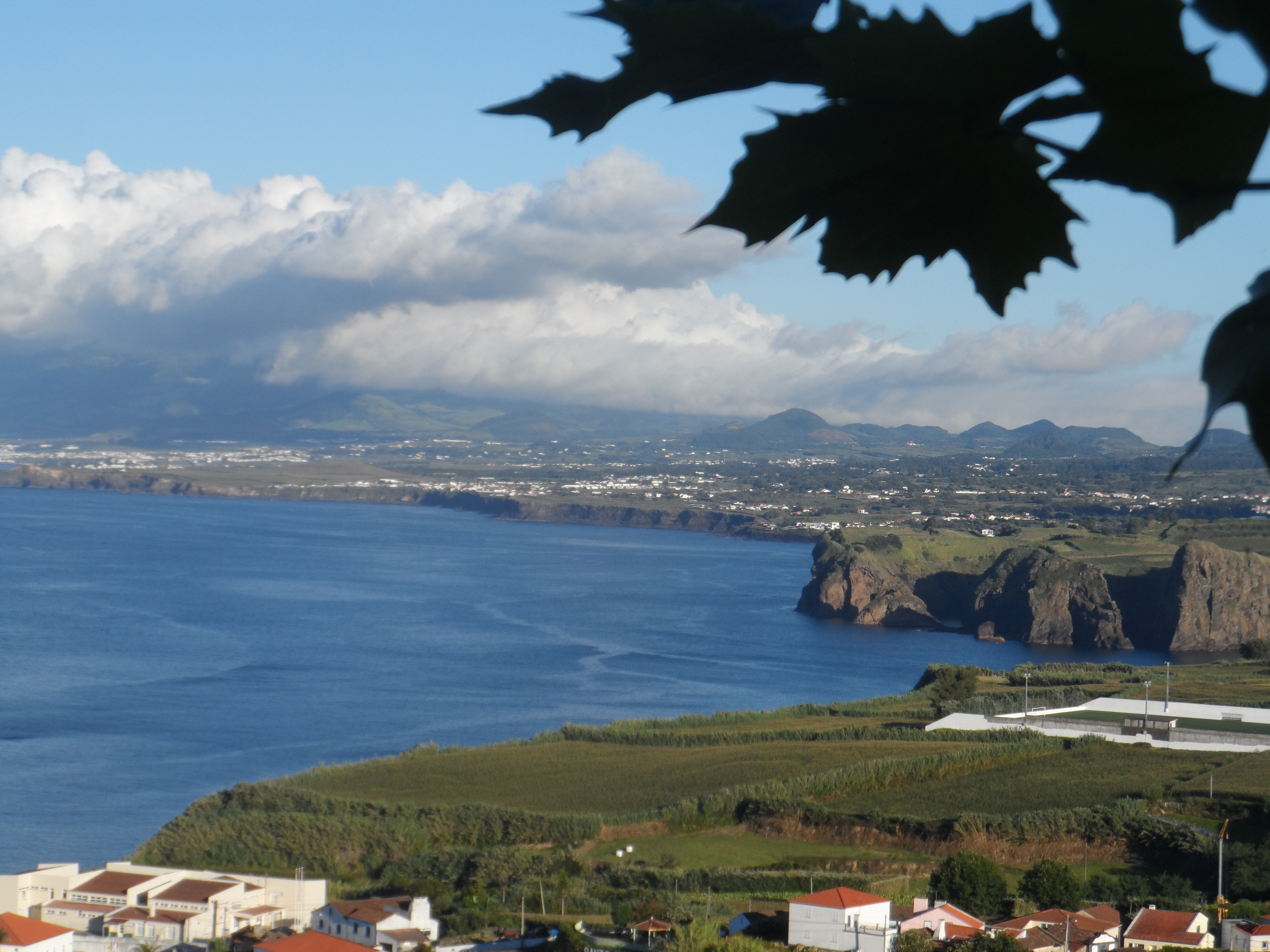
Belvédère de Ponta das Calhetas, sur la côte nord

## Événements
Chaque année, lors du carême — depuis 1522, année où un tremblement de terre violent détruisit Vila Franca, alors la capitale de l'île — les pèlerins, appelés romeiros, parcourent l'île de bout en bout, en scandant inlassablement l'Ave Maria. Cette procession dure plusieurs jours et plusieurs centaines de personnes la suivent, munies de bâtons et couvertes de xaile (grands châles).

## Anecdotes
- L'écrivain et philosophe portugais Antero de Quental est né le 18 avril 1842 à Ponta Delgada sur l'île de São Miguel.
- São Miguel, et en particulier la région de Povoação, sert de cadre à L'Énigme de l'Atlantide (1957), quatrième aventure de la série de bande dessinée Blake et Mortimer d'Edgar P. Jacobs.
- Le footballeur Pedro Miguel Pauleta (ex-joueur du PSG) et les parents de la chanteuse Nelly Furtado sont originaires de São Miguel.
- Dans la nuit du 27 au 28 octobre 1949, le vol Paris-New York d'Air France sur lequel voyageaient, entre autres, le boxeur Marcel Cerdan et la violoniste Ginette Neveu s'écrase sur l'île. Il n'y a pas de survivant.